# ポールク
ポールク（ウクライナ語：по́лк）は、17世紀半ばから18世紀末にかけて、ウクライナに存在したコサック国家の軍事・行政単位。連隊、連隊区とも。
- カリヌィーク連隊
- キエフ連隊
- ブラーツラウ連隊
- ビーラ・ツェールクヴァ連隊
- ボフスラーウ連隊
- ボルズナー連隊

また、上記から転じてスラブ語圏諸国および旧ソビエト連邦構成国における、連隊（仏: Régiment）の訳語としても用いられる。